# Suvarnadurg

Locatie van Konkan in India

Suvarnadurg (Engels: Severndroog) is een eiland-fort in Konkan, aan de westkust van India tussen Mumbai en Goa. Sinds 2025 staat het op de Unesco-Werelderfgoedlijst als onderdeel van de Militaire landschappen van Maratha.

## Fort Severndroog
Het fort werd gebouwd door Shivaji, de stichter van het Maratharijk. Het was oorspronkelijk bedoeld als verdedigingswerk tegen de Siddi, maar later ook tegen de Europese koloniale machten. Het fort was tevens een steunpunt met scheepswerf voor de marine van de Maratha's. Op 2 april 1755 werd het fort aangevallen en vernietigd door de Britse marine onder William James.

## Kasteel Severndroog
Ter nagedachtenis aan haar in 1783 overleden man commodore William James liet lady James of Eltham in een bos op Shooter's Hill door architect Richard Jupp een jaar later het kasteel Severndroog bouwen.